# المصلى النيكوليني

المصلى النيكوليني (بالإيطالية: Cappella Niccolina)‏ هو معبد صغير في قصر الفاتيكان. يشتهر خصوصاً باللوحات الجدارية التي رسمها فرا أنجيليكو (1447-1451) ومساعدوه الذين قاموا بأغلب العمل على الأرجح. يشتق اسمه من راعيه البابا نيكولاس الخامس الذي بناه كمصلى خاص به.